# Scaphioides bimini
Espèce
Scaphioides bimini est une espèce d'araignées aranéomorphes de la famille des Oonopidae.

## Distribution
Cette espèce est endémique des îles Bimini aux Bahamas,.

## Description
Le mâle mesure 1,17 mm.

## Publication originale
- Platnick & Dupérré, 2012 : The Caribbean goblin spider genera Scaphioides and Hortoonops (Araneae, Oonopidae), Part 1. American Museum Novitates, n. 3751, p. 1-62 (texte intégral).